# Centrosema grandiflorum
Centrosema grandiflorum är en ärtväxtart som beskrevs av George Bentham. Centrosema grandiflorum ingår i släktet Centrosema och familjen ärtväxter. Inga underarter finns listade i Catalogue of Life.